# St. Peter und Paul (Freystadt)

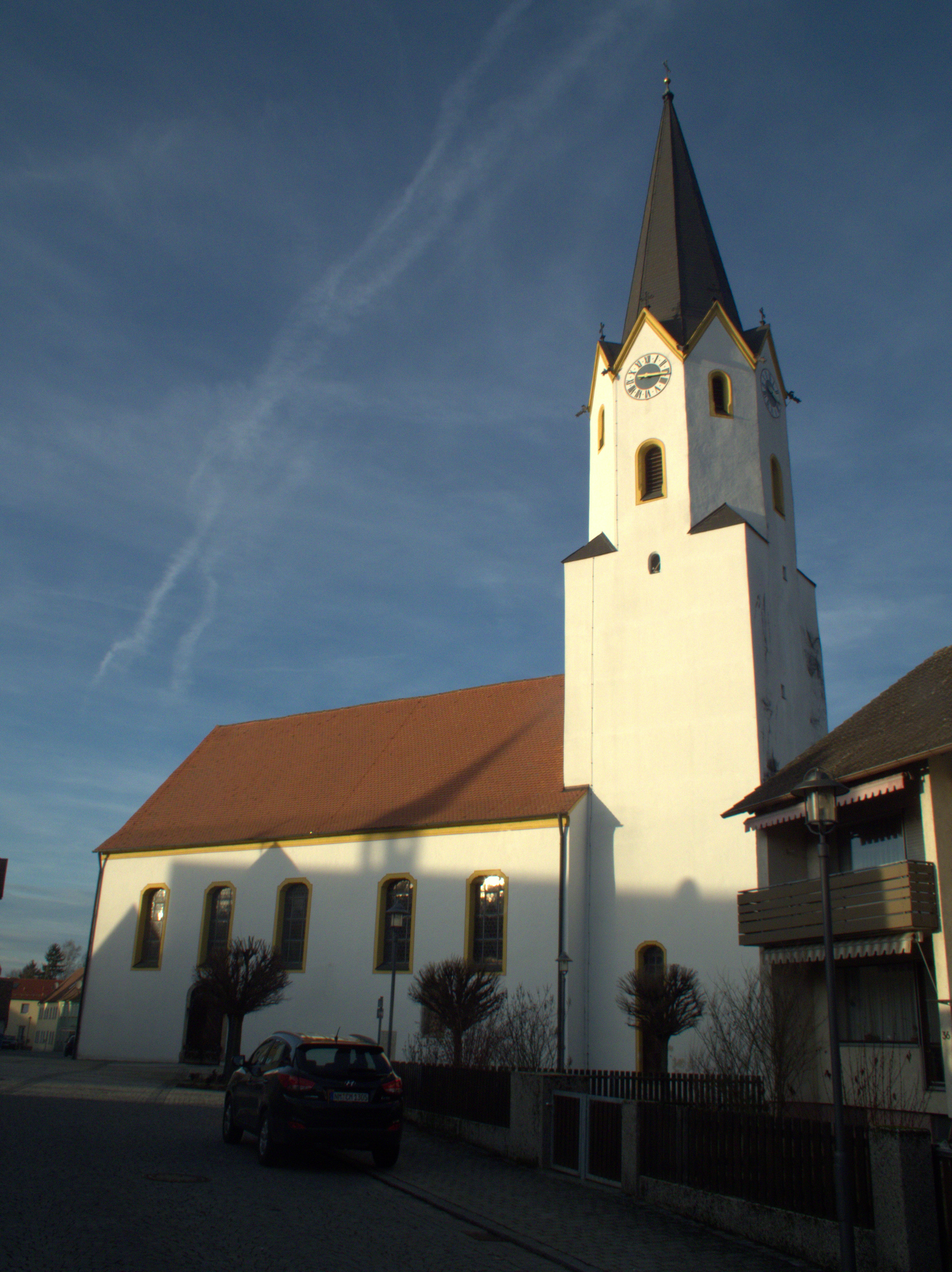
St. Peter und Paul (Freystadt)

Die römisch-katholische, denkmalgeschützte Pfarrkirche St. Peter und Paul steht in Freystadt, einer Stadt im Landkreis Neumarkt in der Oberpfalz. Die Pfarrei gehört zu Dekanat Neumarkt in der Oberpfalz des Bistums Eichstätt. Das Bauwerk ist unter der Denkmalnummer D-3-73-126-9 als Baudenkmal in die Bayerische Denkmalliste eingetragen.

## Beschreibung
Das Langhaus der Saalkirche wurde um 1730 erbaut. Der ehemalige gotische Chorturm des Vorgängerbaus wurde beibehalten. Die Kirche wurde 1762 umgebaut. Der Chorturm wurde 1863 mit einem achteckigen Geschoss aufgestockt, das die Turmuhr und den Glockenstuhl beherbergt, in dem drei Kirchenglocken hängen. Zwischen den Dreiecksgiebeln des Obergeschosses des Chorturms erhebt sich ein achtseitiger, schiefergedeckter Helm. Der Innenraum des Langhauses ist mit einer stuckierten Flachdecke mit Fresken aus dem Leben von Peter und Paul überspannt. Zur Kirchenausstattung gehört ein Hochaltar mit vier Säulen aus der Mitte des 18. Jahrhunderts. Das Altarretabel wird von Statuen des Johannes Evangelist und des Johannes des Täufers flankiert. Auf dem Schalldeckel der am Anfang des 18. Jahrhunderts gebaute Kanzel ist der Gute Hirte dargestellt. Die Orgel wurde 1975 von der Orgelbau Eisenbarth gebaut.